# سايوبا ماندي
سايوبا ماندي (بالفرنسية: Sayouba Mandé)‏ (مواليد 15 يونيو 1993) هو لاعب كرة قدم إفواري يلعب حاليًا لصالح نادي ستاباك النرويجي.

## إحصائيات

### النادي
آخر تحديث 1 أكتوبر 2014.
| النادي        | الموسم        | الدوري | الدوري  | الكأس  | الكأس   | أوروبا | أوروبا  | المجموع | المجموع |
| النادي        | الموسم        | الظهور | الأهداف | الظهور | الأهداف | الظهور | الأهداف | الظهور  | الأهداف |
| ------------- | ------------- | ------ | ------- | ------ | ------- | ------ | ------- | ------- | ------- |
| ستاباك        | 2012          | 18     | 0       | 2      | 0       | 2      | 0       | 22      | 0       |
| ستاباك        | 2013          | 30     | 0       | 4      | 0       | 0      | 0       | 34      | 0       |
| ستاباك        | 2014          | 27     | 0       | 5      | 0       | 0      | 0       | 32      | 0       |
| ستاباك        | المجموع       | 75     | 0       | 11     | 0       | 2      | 0       | 88      | 0       |
| المجموع الكلي | المجموع الكلي | 75     | 0       | 11     | 0       | 2      | 0       | 88      | 0       |

### المنتخب
| ساحل العاج | ساحل العاج | ساحل العاج |
| السنة      | الظهور     | الأهداف    |
| ---------- | ---------- | ---------- |
| 2014       | 1          | 0          |
| المجموع    | 1          | 0          |

تحديث 5 مارس 2014

## ألقاب
ساحل العاج
- كأس الأمم الأفريقية: 2015

## روابط خارجية
- سايوبا ماندي على موقع الاتحاد الدولي (مؤرشف)  (الإنجليزية)
- سايوبا ماندي على موقع اتحاد النرويج (النرويجية)
- سايوبا ماندي على موقع قاعدة بيانات كرة القدم.إي يو (الإنجليزية)
- سايوبا ماندي على موقع ناشيونال فوتبول تيمز (الإنجليزية)
- سايوبا ماندي على موقع Soccerway.com (الإنجليزية)
- سايوبا ماندي على موقع AS.com (الإسبانية)